# MBC 노동조합
MBC 노동조합은 2013년 3월 6일 설립된 MBC 문화방송의 노동조합으로 'MBC 제3노조'로도 불린다.
김세의, 임정환, 최대현이 초대 공동위원장을 맡았으며, 기존의 전국언론노동조합 MBC본부와는 다른 별개의 노동조합으로서, 민주노총과 한국노총 등 상급 단체에 가입하지 않고, 순수 노조 운동을 지향한다고 주장하고 있다. 기존의 언론노조 MBC본부, MBC 공정방송노동조합에 이어 소수노조에 해당하여 언론 등에서 'MBC 제3노조'로 불렸으며, 2017년 11월 초 공정방송노동조합(제2노조)과의 통합을 발표하였다.

## 연혁
- 2013년 2월 14일 : 고용노동부로부터 노조 설립 인가[2]
- 2013년 3월 6일 : MBC 노동조합 공식 출범[3]